# Wind-Force-Typ
Der Wind-Force-Typ ist ein vom australischen Unternehmen Global Marine Design entworfener Arbeitsschiffstyp. Von dem Typ wurden drei Einheiten für die AG Reederei Norden-Frisia gebaut.

## Geschichte
Der als Katamaran konzipierte Arbeitsschiffstyp wurde vom australischen Unternehmen Global Marine Design als Windpark-Versorger entworfen. Das Typschiff der Serie wurde auf der Schiffswerft Diedrich in Oldersum gebaut, an der die AG Reederei Norden-Frisia mit 25 Prozent beteiligt ist. Es wurde am 4. Juni 2008 auf Kiel gelegt und am 26. Juni 2009 abgeliefert. Zwei weitere Einheiten des Typs wurden später auf der estländischen Werft Baltic Workboats gebaut, die den Typ als Workboat Cat 22 Service führt.

## Beschreibung
Die Schiffe werden von zwei Dieselmotoren angetrieben. Beim Typschiff wurden zwei Caterpillar-Dieselmotoren des Typs C32 mit jeweils 820 kW Leistung verbaut. Bei den beiden Folgebauten kamen MTU-Dieselmotoren des Typs 10V2000M72 mit jeweils 900 kW Leistung zum Einsatz. Die Motoren wirken über Untersetzungsgetriebe auf zwei Festpropeller. In den beiden Rümpfen ist jeweils ein mit 50 kW Leistung angetriebenes Bugstrahlruder installiert.
Die Decksaufbauten befinden sich in der vorderen Hälfte der Schiffe. Auf dem Hauptdeck befinden sich hier Sitzplätze für 25 Personen. Darüber befindet sich das Brückendeck mit dem Steuerhaus. Hinter den Decksaufbauten befindet sich ein Ladedeck, das mit bis zu 4 t/m² belastet werden kann. Auf dem Ladedeck können verschiedene Materialien mitgeführt werden. Auf dem Deck finden auch zwei 10-Fuß- oder ein 20-Fuß-Container Platz. Das Deck kann insgesamt mit 10 t belastet werden. Der bordeigene Kran kann bis zu 1,5 t heben.
Der Bug wurde speziell für das Anlegen an Offshore-Windkraftanlagen konstruiert.

## Schiffe
| Wind-Force-Typ | Wind-Force-Typ             | Wind-Force-Typ | Wind-Force-Typ   | Wind-Force-Typ             |
| Bauname        | Bauwerft Baunummer         | IMO-Nr.        | Indienststellung | Spätere Namen und Verbleib |
| -------------- | -------------------------- | -------------- | ---------------- | -------------------------- |
| Wind Force I   | Schiffswerft Diedrich 1001 | 9564059        | 2009             | 2018: Offshore Sensor      |
| Wind Force II  | Baltic Workboats           | 9690444        | Mai 2013         |                            |
| Wind Force III | Baltic Workboats           | 9779240        | April 2016       |                            |